# Fune o amu (film)
A Fune o amu (magyar címe nincs, a 舟を編む alakban írt japán cím jelentése: csónakot szerkeszteni) egy 2013-ban bemutatott japán film Isii Júja rendezésében. A film egy nagy értelmező szótár szerkesztői csapatának életéről és munkájáról szól.
A mű többet is elnyert a Japán Filmakadémia díjai közül, győzött például a legjobb film kategóriában is.

## Cselekmény
|  | Alább a cselekmény részletei következnek! |

A történet 1995-ben kezdődik, amikor egy szótárszerkesztő csapat elhatározza, hogy egy új, egyedülálló értelmező szótárat fognak készíteni Daitokai (大渡海), azaz „nagy tengeri átkelés” címmel, amely „csónakként segíti majd a szavak tengerén való utazást”. Különlegessége abban állna, hogy a legújabb keletkezésű szakmai és szlengszavakat is tartalmazná. A néhány fős szerkesztőség legjobb dolgozója, Araki azonban felesége betegsége miatt elhagyja őket, ezért lázas keresésbe kezdenek, de tudják, hogy Araki szinte pótolhatatlan lesz. Végül rátalálnak egy Madzsime nevű fiatalemberre, aki igazi könyvmoly, ráadásul nyelvészetből szerzett diplomája is van. Eleinte azonban nem mindannyian bíznak benne, mert furcsa személyiség: nehezen kommunikál és érzelmeit sem tudja megfelelően kifejezni. De amikor belekezdenek a nagy munkába, kiderül, hogy ezt a látszólag unalmas, de nehéz tevékenységet egyre nagyobb lelkesedéssel csinálja. Szerkesztési módszereik kissé elavultak: számítógépek helyett mindent papíralapon végeznek, így rengeteg időbe telik, mire több tízezernyi szót feldolgoznak és összehasonlítanak más szótárakkal.
Madzsime egy Take nevű, idősödő asszony nagy házában lakik egyedül (illetve Tora („Tigris”) nevű macskájával), ám egyik nap váratlanul összetalálkozik a házban egy lánnyal, Kagujával, akiről kiderül, hogy Take unokája, és szakács végzettsége van. Madzsime szinte első látásra szerelembe esik, de most sem tudja kifejezni érzéseit a lánynak, ezért munkatársai javaslatára levélben fogalmazza meg gondolatait. Azonban ezt a levelet valamiért ecsetet használva, középkori stílusú betűkkel írja meg, amit a lány nem is tud elolvasni. Egyik este ismét találkoznak otthon, és a lány kérdőre vonja Madzsimét, hogy miért így írt, miért hozta őt kellemetlen helyzetbe azzal, hogy meg kellett mutatnia egy tanárának a levelet, hogy olvassa el neki. Felszólítja Madzsimét, hogy most mondja ki szavakkal is, amit leírt, de a fiú zavarba jön, és csak nagy nehezen tudja kimondani, hogy „szeretlek”.
Hamarosan a film 2008-ra ugrik, amikor a Daitokai még mindig nem készült el, bár már számítógépeket is alkalmaznak a munkához. Új munkatárs is érkezik, sőt, az idős Araki is visszatér, Madzsiméből pedig (akinek szemmel láthatóan fejlődött a kommunikációs képessége az eltelt évek alatt) egyfajta vezető szerkesztő vált. Ahogy közeledik a szótár befejezése, egyre nagyobb az izgalom, azonban tudják, hogy az egész munka ötszöri átellenőrzése még sokáig eltarthat. Így is lesz: csak 2009-ben tűzik ki a megjelenés végleges időpontját, 2010 tavaszát. Egyre több és több ember dolgozik, hogy időben elkészüljenek mindennel, és amikor észreveszik, hogy egy korábban bekerült szó valahogyan kimaradt a legújabb változatból, úgy döntenek, hogy éjt nappallá téve átnézik az összes eddigi szót, hogy nincs-e még, ami kimaradt, hiszen ők tökéletes munkát akarnak kiadni kezeik közül. Mindenki bent alszik és eszik az irodában, még tisztálkodásra sincs nagyon idejük, de végül elkészülnek a feladattal. Amikor kiderül, hogy Macumoto, a csapat idős főnöke rákban szenved, és kevés ideje van hátra, még jobban megpróbálják siettetni a munkát, de elkésnek: mire a szótár kiadásra kész állapotba kerül, a főnök már meghalt. A kiadás alkalmából tartott ünnepségen róla is megemlékeznek.
|  | Itt a vége a cselekmény részletezésének! |

## Szereplők
- Macuda Rjúhei ... Madzsime
- Mijazaki Aoi ... Kaguja
- Odagiri Dzsó ... Nisioka
- Kobajasi Kaoru ... Araki
- Kató Gó ... Macumoto
- Kuroki Haru ... Kisibe Midori
- Vatanabe Miszako ... Take
- Ikevaki Csizuru ... Remi
- Curumi Singo ... Murakosi, az igazgató
- Iszajama Hiroko ... Szaszaki

## Díjak és jelölések
| 2014 | A japán filmakadémia díja           | Legjobb film                 |                       | Elnyerte |
| 2014 | A japán filmakadémia díja           | Legjobb rendező              | Isii Júja             | Elnyerte |
| 2014 | A japán filmakadémia díja           | Legjobb férfi színész        | Macuda Rjúhei         | Elnyerte |
| 2014 | A japán filmakadémia díja           | Legjobb forgatókönyv         | Vatanabe Kenszaku     | Elnyerte |
| 2014 | A japán filmakadémia díja           | Legjobb hang                 | Kató Hirokazu         | Elnyerte |
| 2014 | A japán filmakadémia díja           | Legjobb szerkesztés          | Fusima Sinicsi        | Elnyerte |
| 2014 | A japán filmakadémia díja           | Legjobb színésznő            | Mijazaki Aoi          | Jelölés  |
| 2014 | A japán filmakadémia díja           | Legjobb férfi mellékszereplő | Odagiri Dzsó          | Jelölés  |
| 2014 | A japán filmakadémia díja           | Legjobb zene                 | Vatanabe Takasi       | Jelölés  |
| 2014 | A japán filmakadémia díja           | Legjobb operatőr             | Fudzsiszava Dzsunicsi | Jelölés  |
| 2014 | A japán filmakadémia díja           | Legjobb világítás            |                       | Jelölés  |
| 2014 | A japán filmakadémia díja           | Legjobb művészeti rendezés   | Harada Micuo          | Jelölés  |
| 2013 | Ázsiai–csendes-óceáni Filmfesztivál | Legjobb férfi mellékszereplő | Odagiri Dzsó          | Jelölés  |
| 2014 | Ázsiai Filmdíj                      | Legjobb film                 |                       | Jelölés  |
| 2014 | Ázsiai Filmdíj                      | Legjobb férfi mellékszereplő | Odagiri Dzsó          | Jelölés  |
| 2014 | Ázsiai Filmdíj                      | Legjobb forgatókönyv         | Vatanabe Kenszaku     | Jelölés  |
| 2013 | Hócsi-filmdíj                       | Legjobb film                 |                       | Elnyerte |
| 2013 | Hócsi-filmdíj                       | Legjobb férfi színész        | Macuda Rjúhei         | Elnyerte |
| 2013 | Hócsi-filmdíj                       | Legjobb női mellékszereplő   | Ikevaki Csizuru       | Elnyerte |
| 2013 | Hongkongi Nemzetközi Filmfesztivál  | SIGNIS-díj                   | Isii Júja             | Jelölés  |
| 2013 | Jokohamai Filmfesztivál             | Legjobb új tehetség          | Kuroki Haru           | Elnyerte |
| 2013 | Jokohamai Filmfesztivál             | Legjobb film                 |                       | 2. hely  |
| 2013 | Kék Szalag-díj                      | Legjobb film                 |                       | Jelölés  |
| 2013 | Kék Szalag-díj                      | Legjobb rendező              | Isii Júja             | Jelölés  |
| 2014 | Kinema Dzsunpó-díj                  | Legjobb férfi színész        | Macuda Rjúhei         | Elnyerte |
| 2014 | Kinema Dzsunpó-díj                  | Legjobb új színésznő         | Kuroki Haru           | Elnyerte |
| 2014 | Kinema Dzsunpó-díj                  | Legjobb rendező              | Isii Júja             | Elnyerte |
| 2014 | Kinema Dzsunpó-díj                  | Legjobb film                 |                       | 2. hely  |
| 2013 | Nikkan Szupócu-filmdíj              | Legjobb film                 |                       | Elnyerte |
| 2013 | Nikkan Szupócu-filmdíj              | Legjobb férfi színész        | Macuda Rjúhei         | Elnyerte |
| 2013 | Nikkan Szupócu-filmdíj              | Legjobb új tehetség          | Kuroki Haru           | Elnyerte |